# Беззубов Дмитро Олександрович
Беззубов Дмитро Олександрович - український правознавець, адміністративіст. Доктор юридичних наук (2016), професор (2020). Представник напряму наукових досліджень з питань суспільної безпеки, теорії юридичного ризику, авіаційної та космічної безпеки. Автор понад 200 наукових статей, навчальної та наукової літератури. Народився 31 березня 1978 року в м. Києві.

## Освіта
У 1985 році почав навчання в ЗОШ № 16 міста Києва, з 1986 року навчався у ЗОШ № 259 міста Києва, яку закінчив у 1995 році.
У 1995 році вступив до Львівського коледжу банківської справи за спеціальністю «Банківська справа», який закінчив у 1998 році. З 1998 по 2004 рік навчається у Київській державній академії водного транспорту на юридичному факультеті.
З 2005 року навчається у Академії праці і соціальних відносин за програмою другої вищої освіти за спеціальністю «Банківська справа», який закінчує у 2008  році.
З 2008 року вступає до магістратури Академії управління МВС за спеціальністю «Правознавство», спеціалізація «наукова та педагогічна діяльність», та закінчує магістратуру у 2009 році. Під час навчання в магістратурі починає наукову діяльність, одним із перших в Україні розробляє проблематику юридичного ризику як складової частини правоохоронної діяльності та національної безпеки. У вересні 2010 року успішно захищає дисертацію за темою «Юридичний ризик в службово-бойовій діяльності сил охорони правопорядку» стаючи першим кандидатом юридичних наук в Україні за спеціальністю 21.07.05 – службово-бойова діяльність сил охорони правопорядку (юридичні науки).
З 2011 року починає розробку нової наукової теми з напряму суспільної безпеки та місця і ролі безпеки суспільства в теорії адміністративного права. У 2013 році випускає одноосібну монографію «Суспільна безпека: організаційно-правові засади». 
У 2015 році отримує наукове звання доцента кафедри правоохоронної та антикорупційної діяльності.
У 2016 році захищає дисертацію на здобуття наукового ступеня доктора юридичних наук за спеціальністю 12.00.07 – адміністративне право і процес; фінансове право; інформаційне право на тему «Організаційно-правові засади забезпечення суспільної безпеки».
У 2020 році отримує наукове звання професора кафедри конституційного та адміністративного права.
Починаючи з 2016 року веде активну наукову діяльність, розробляючи проблематику теорії адміністративного права, суспільної та національної безпеки, проблем безпеки в авіації та питання космічного права.
Автор понад 200 наукових праць з тематик наукового дослідження.
Має шість публікацій в науково-метричній базі Scopus з проблем адміністративної юстиції, авіаційного ризику та кібернетичної безпеки. У 2022 році отримав Подяку Міністерства освіти і науки України за багаторічну сумлінну працю та вагомий особистий внесок у підготовку висококваліфікованих спеціалістів. У 2024 році отримав Грамоту МОН України за високі наукові результати та педагогічні здобутки.   

## Науково-педагогічна діяльність
Робота в комерційних структурах.
Починає трудовий шлях з 1995 року на посаді менеджера зовнішніх зв’язків компанії «Київ-Трейд ЛТД». З цього часу та до 2003 року працює в різних комерційних структурах (ТОВ "Смак-Маркет"; ПНВП "БІОХІМ") на посадах середньої управлінської ланки де займається в основному питаннями налагодження каналів збуту, маркетингу та логістики. Серед найбільш успішних проектів торгівельні марки «Dahli» та «Start».
З 2003 по 2004 рік працює на посаді юрисконсульта в будівельній компанії «Промальпуніверсал».
Науково-педагогічна діяльність
Після закінчення Київської державної академії водного транспорту після закінчення роботи в комерційних структурах починає в 2004 році працювати в Київському оптико-механічному технікумі як викладач економічних дисциплін, серед яких «Макроекономіка», «Інвестиційна діяльність» та «Податкова система».
З 2005 року по 2015 рік працював у Київському професійно-педагогічному коледжі імені А. Макаренка, де проходить шлях від викладача-спеціаліста до викладача вищої категорії.
З 2015 року працює в Національному авіаційному університеті в Юридичному інституті на посаді доцента кафедри господарського права і процесу, з жовтня 2015 року в.о. завідувача кафедрою господарського права і процесу. Після об’єднання кафедр працює професором кафедри господарського, повітряного та космічного права. З 2020 року працює на кафедрі господарського, повітряного та комічного права ЮФ НАУ за сумісництвом. 
З 2018 року до 2024 працює на Юридичному факультеті Державного університету інфраструктури та технологій на посаді професора кафедри конституційного та адміністративного права, з вересня 2020 призначений на посаду в.о. завідувача кафедрою конституційного та адміністративного права. А з 2022 року очолив Навчально-науковий центр правового забезпечення безпеки об’єктів інформаційної та критичної інфраструктури транспорту Державного університету інфраструктури та технологій та Державної наукової установи «Інститут інформації, безпеки і права Національної академії правових наук України», який опікується питаннями здійснення фундаментальних і прикладних досліджень з актуальних проблем правового забезпечення безпеки об’єктів інформаційної та критичної інфраструктури транспорту, регулювання суспільних відносин у цій сфері, сприяння розвитку освіти і науки з правових питань у сфері національної безпеки, повоєнного відновлення та розвитку сучасної інфраструктури і технологій в галузі транспорту в умовах цифрової трансформації, розбудови інформаційного суспільства, європейської та євроатлантичної інтеграції України.
З вересня 2024 року працює на посаді провідного наукового спіробітника Відділу проблем державного управління та адміністративного права Інституту держави і права імені В.М. Корецького Національної академії наук України. 

## Наукова робота
Приймає активну участь у наукових конференціях. Є організатором понад 10 круглих столів в Національному авіаційному університеті з проблем господарського, повітряного та космічного права , на які залучалися провідні науковці та практики юридичної галузі. Є організатором І Міжкафедрального круглого столу на тему «Проблеми та виклики юридичної науки в умовах сучасного державотворення» на Юридичному факультеті Державного університету інфраструктури та технологій, приймав активну участь у проведенні Конференції памяті В.М. Корецького (135-річчя).
Є науковим  керівником понад 10 аспірантів, вже 8 аспірантів захистилося та продовжили наукові розробки в галузі юридичного ризику, економічної та національної безпеки.
Є засновником наукової школи юридичного ризику в теорії адміністративного права.
Був керівником теми науково-дослідної роботи кафедри «Державно-правові засади гарантування прав і свобод людини та громадянина в Україні» (закінчена у 2024 році).
Був головним редактором фахового наукового журналу "DICTUM FACTUM", на 2025 рік член редакціної ради цього журналу.
З 2020 по 2024 рік гарант науково-освітньої програми підготовки докторів філософії права.
Починаючи з 2017 року розробляє актуальну та унікальну наукову тематику ICAO щодо правового забезпечення діяльності авіаційного транспорту в напряму протидії,  попередження та розслідування авіаційних катастроф та авіаційних інцидентів.
У Інституті держави і права імені В.М. Корецького працює над проблемами адміністративного,фінансового та банківського  права, що тісно повязані із національною безпекою, діяльністю органів виконавчої влади.

## Громадська діяльність
Є академіком Міжнародної кадрової академії з 2016 року.
З 2017 року член Союзу юристів України.
З 2019 року член Союзу експертів України, де обіймає посаду заступника віце-президента з напряму науково-правових досліджень на громадських засадах, є науковим консультантом Союзу експертів України.
З 2024 року обраний Академіком Національної академії наук вищої освіти по відділенню права. 